# Manhasset Bay
Manhasset Bay est une baie de New York dans l'ouest de Long Island au large de Long Island Sound.

## Description
Manhasset Bay forme la limite nord-est de la péninsule de Great Neck et la limite sud-ouest de Cow Neck (péninsule de Port Washington ou Manhasset Neck). Hart Island se trouve dans le détroit juste à l'extérieur de l'embouchure de Manhasset Bay.

## Histoire
La région de la baie de Manhasset a probablement été habitée pour la première fois au XVIIe siècle par la tribu Matinecock des Indiens algonquins. Puis les Hollandais et les Anglais se sont installés autour de la baie riche en poissons. La baie est alors appelée Schout's Bay par les Hollandais, puis Howe's Bay par les Anglais. Par la suite, en raison de la présence d'élevage de bétail, il prend le nom de Cow Bay avant de devenir Manhasset Bay en 1907 .
Dans les années 1920, ses industries liées à la viande de vache et aux poissons déclinent et sont peu à peu remplacées par des services liés à la navigation commerciale, Manhasset Bay étant considérée comme l'un des meilleurs ports de Long Island Sound avec peu de courant de marée sauf à l'entrée.
Dans les années 1980, Manhasset Bay possède de nombreuses marinas et yacht clubs. La base d'hydravions de Sands Point est à une époque le principal aéroport pour le service des passagers entre New York et l'Europe. Au début du XXIe siècle, Manhasset Bay compte environ 16 % de tous les ports de plaisance et clubs nautiques de l'ensemble de Long Island Sound.

## Galerie

Manhasset Bay
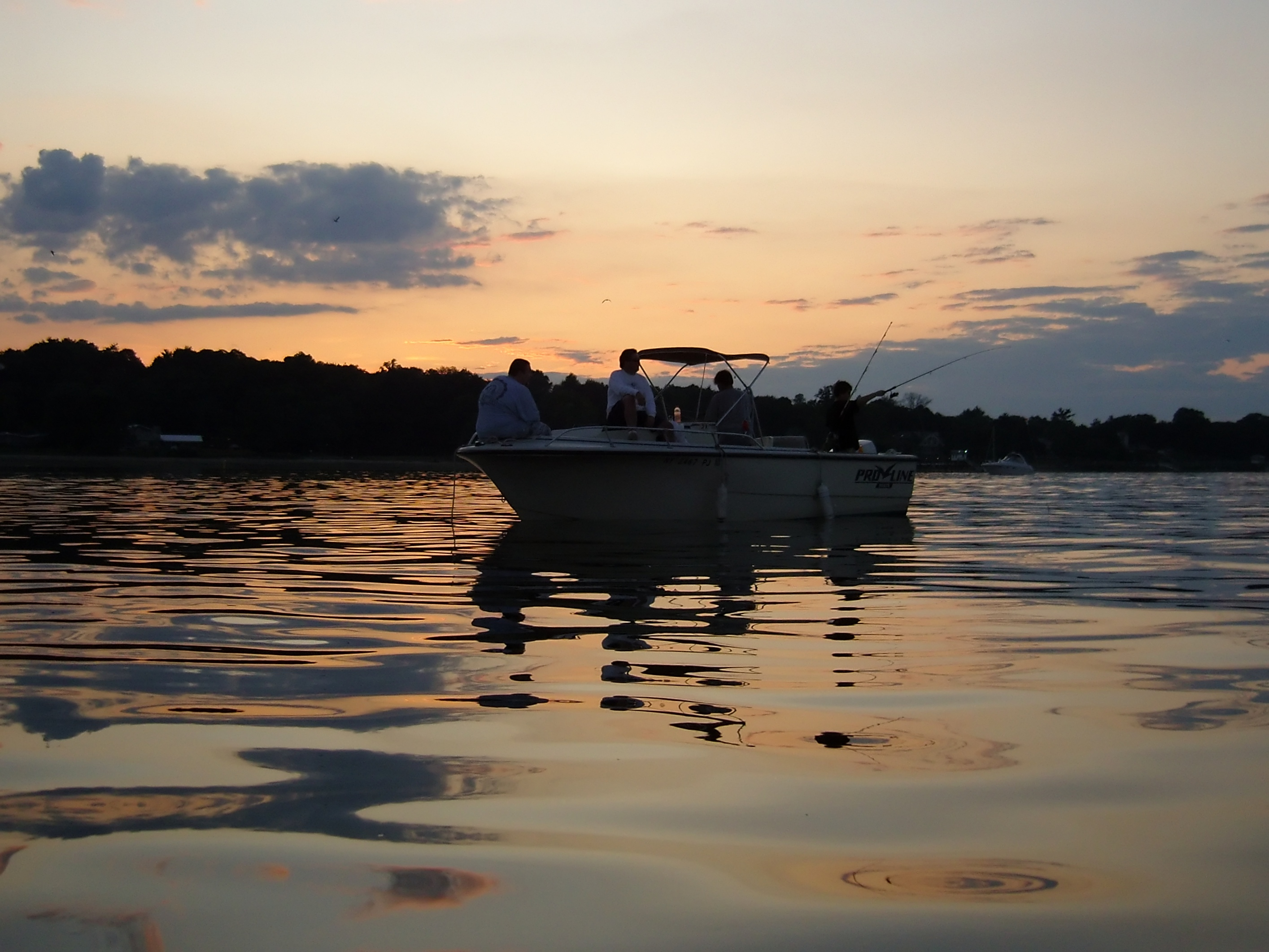
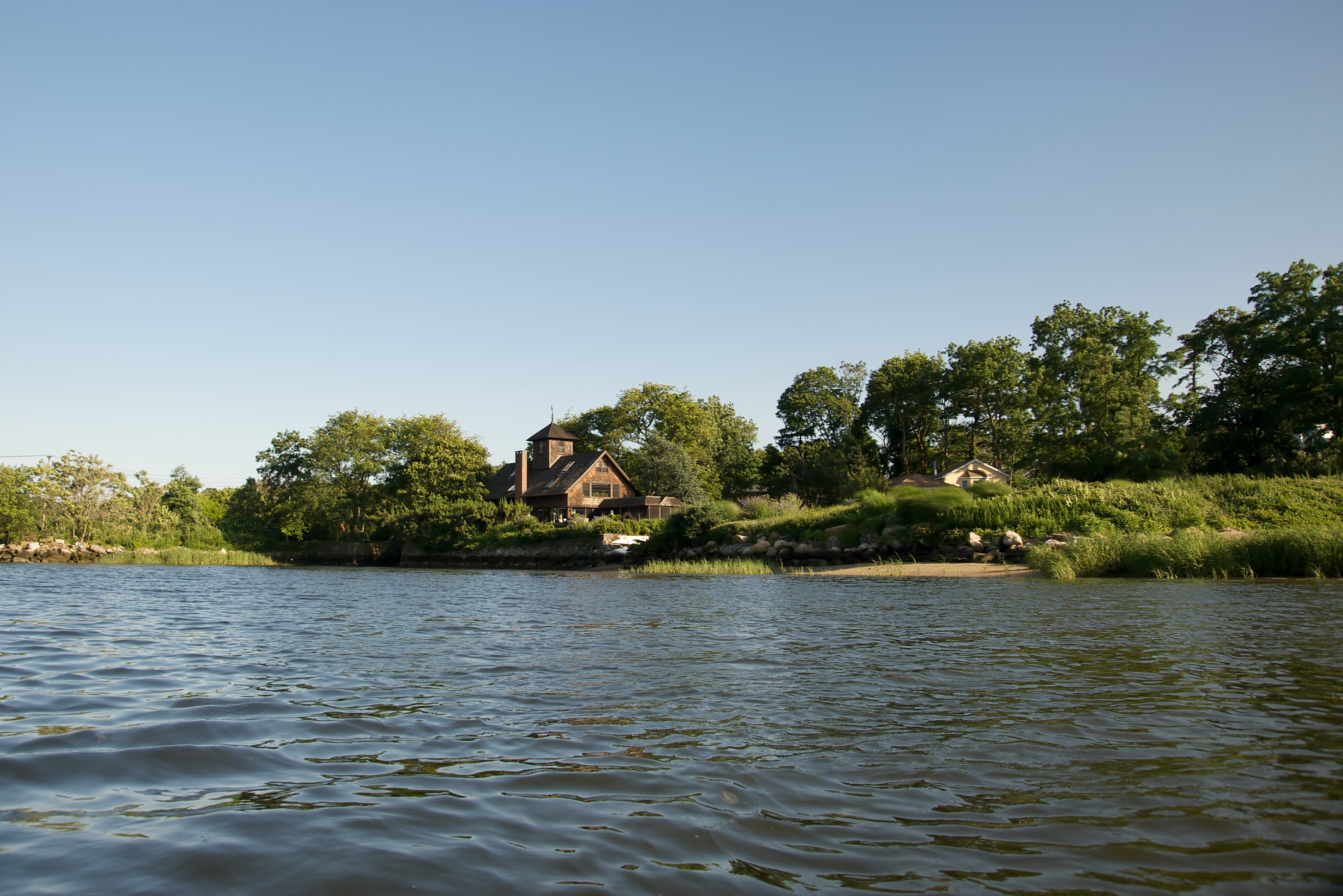
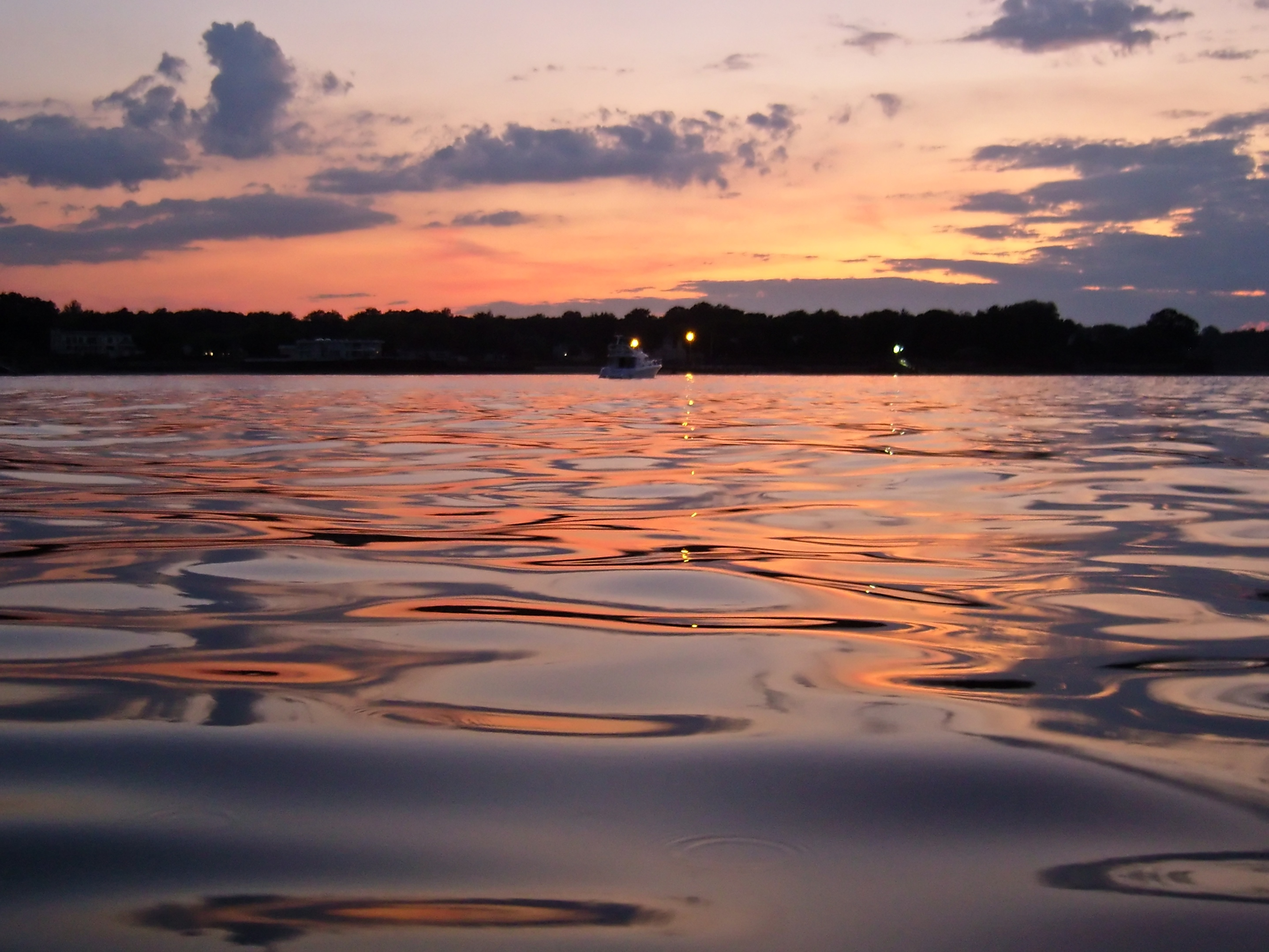
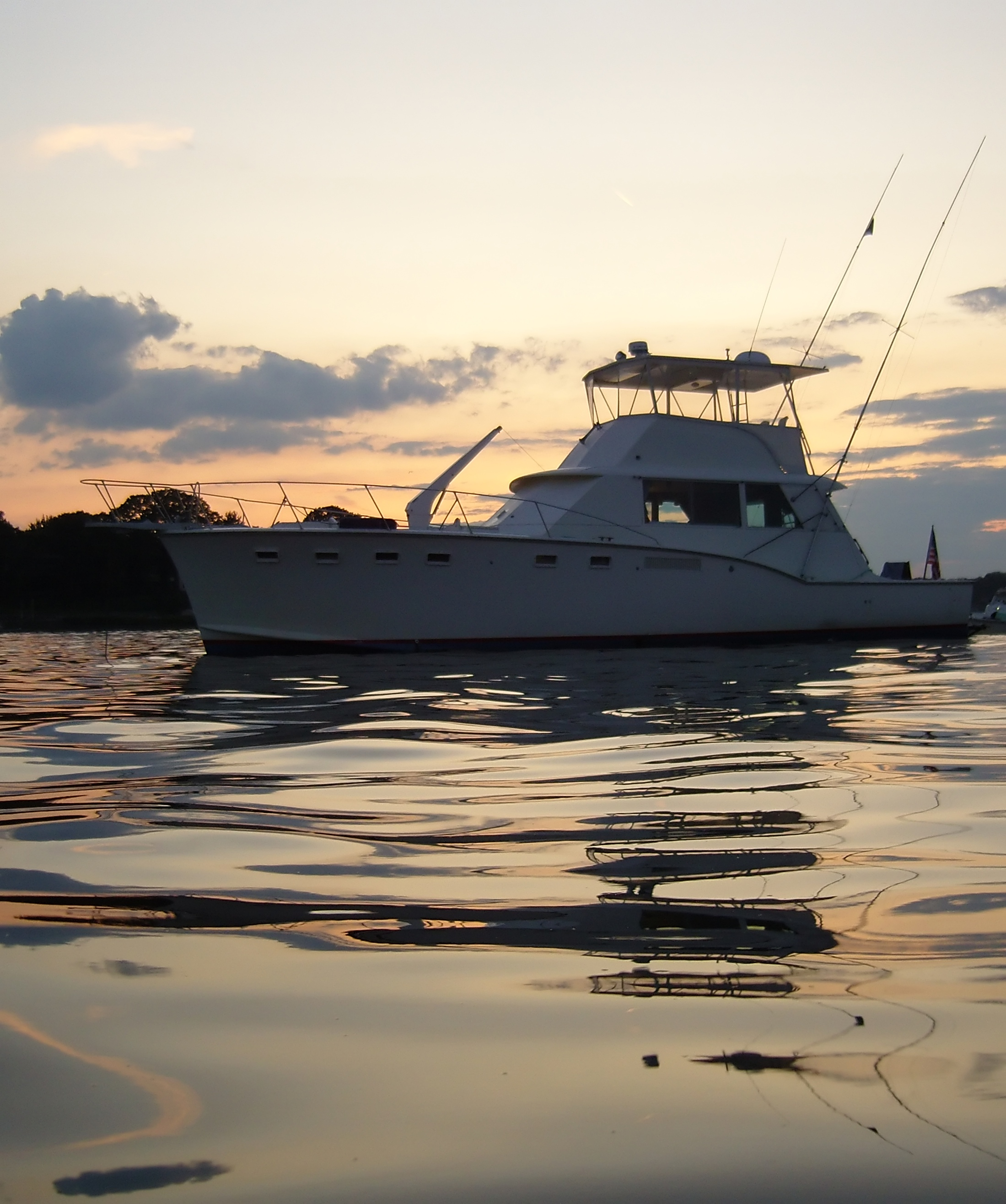
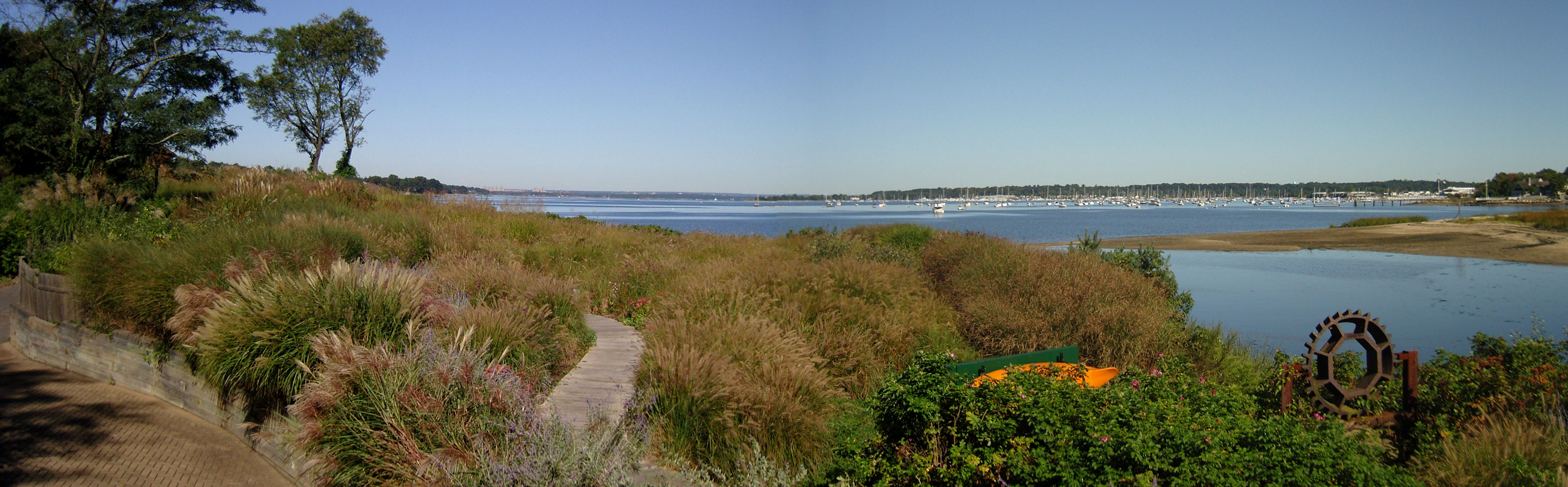